# Đại hội Đảng Cộng sản Toàn Liên bang (Bolshevik) lần thứ XVI

Đại biểu quân khu Belarus tham dự Đại hội

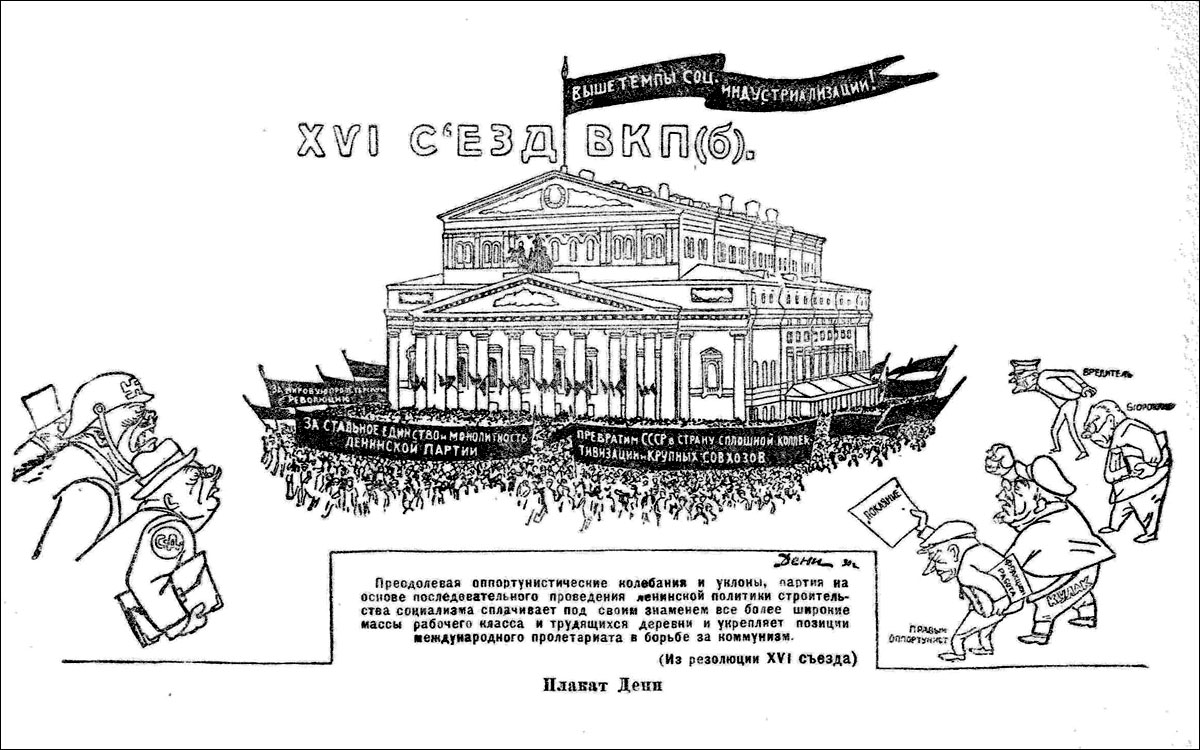
Poster Đại hội XVI

Đại hội Đảng lần thứ 16 Đảng Cộng sản Toàn Liên bang (Bolsheviks) được tổ chức trong thời gian từ ngày 26/6 - 13/7/1930 tại Moskva. Đại hội có sự tham gia của 1,268 đại biểu chính thức và 891 đại biểu dự khuyết, đại diện cho 1,260,874 đảng viên và 711,609 cảm tình đảng. Đại hội đã bầu Trung ương Đảng khóa 16.
Một sự thi hành tôn sùng Joseph Stalin, đây là đại hội cuối cùng bị chi phối bởi những lãnh đạo ban đầu của Liên Xô.

## Nghị trình
- Báo cáo chính trị của Ban chấp hành Trung ương Đảng (Stalin)
- Báo cáo tổ chức của Ban chấp hành Trung ương Đảng (Kaganovich)
- Báo cáo của Ủy ban kiểm toán trung ương (Vladimirsky)
- Báo cáo của Ủy ban Kiểm tra Trung ương (Ordzhonikidze)
- Báo cáo của Phái đoàn Đảng Cộng sản toàn Liên bang (Bolshevik) trong Quốc tế Cộng sản (Molotov)
- Hoàn thành kế hoạch năm năm trong công nghiệp (Kuybyshev)
- Phong trào Kolkhoz và sự phát triển nông nghiệp (Yakovlev)
- Nhiệm vụ của công đoàn trong thời kỳ tái thiết (Shvernik)
- Bầu cử các cơ quan Trung ương Đảng

## Kết quả chính
- Đại hội đã chỉ đạo để đạt được việc thực hiện kế hoạch năm năm đầu tiên trong 4 năm.
- Là Đại hội đi vào lịch sử như một đại hội của sự khởi đầu mở rộng chủ nghĩa xã hội.
- Đại hội đã được ghi nhận thực tế rằng Liên Xô đã biến từ một quốc gia nông nghiệp thành một cường quốc xã hội chủ nghĩa nông nghiệp tập thể.